# 皮爾斯堡 (伊利諾伊州)
皮爾斯堡（英語：Pierceburg）是位於美國伊利諾伊州克勞福德縣的一個非建制地區。該地的面積和人口皆未知。

## 地理
皮爾斯堡的座標為38°55′50″N 87°54′28″W / 38.93056°N 87.90778°W，而該地的平均海拔高度為139米（即456英尺）。